# ゲオルゲ・アンドロニク
ゲオルゲ・アンドロニク（Gheorghe Andronic、1991年9月25日 - ）は、モルドバ出身のサッカー選手。ポジションは攻撃的ミッドフィールダー。

## 経歴
モルドバリーグのFCジンブル・キシナウでキャリアをスタートさせ、2008-09シーズンに17歳でトップチームに昇格した。2009年3月4日のCSCAラピド・キシナウ戦でデビューを飾り、4月29日のモルドバカップ準決勝FCダチア・キシナウ戦で初ゴールを記録した。11月にはU-21モルドバ代表に選出され、年末のクラブ公式サイト上の投票では54%の支持を集めて2009年のベストプレーヤーに選ばれた。
2010年1月にクロアチアリーグのNKディナモ・ザグレブに5年契約を結び、そのままリザーブチームであるNKロコモティヴァ・ザグレブにレンタル移籍。2010年8月には再度レンタルで2部のHNKゴリツァに移籍。2011年にはディナモと契約を解除してスウェーデンのIFKヴェルナモへ移籍した。

## 個人成績
2011年3月14日現在
| シーズン | クラブ                     | No.    | リーグ                     | リーグ | リーグ | カップ | カップ | 期間通算 | 期間通算 |
| シーズン | クラブ                     | No.    | リーグ                     | 出場   | 得点   | 出場   | 得点   | 出場     | 得点     |
| -------- | -------------------------- | ------ | -------------------------- | ------ | ------ | ------ | ------ | -------- | -------- |
| 2007–08  | FCジンブル・キシナウ2      |        | ディヴィジアA（2部）       | 1      | 0      | -      | -      | 1        | 0        |
| 2008-09  | FCジンブル・キシナウ       | 11     | ディヴィジア・ナツィオナラ | 8      | 0      | 2      | 1      | 10       | 1        |
| 2009-10  | FCジンブル・キシナウ       | 11     | ディヴィジア・ナツィオナラ | 8      | 3      | -      | -      | 8        | 3        |
| 2009–10  | NKロコモティヴァ・ザグレブ | 77     | 1.HNL                      | 8      | 0      | -      | -      | 8        | 0        |
| 2010–11  | NKロコモティヴァ・ザグレブ | 77     | 1.HNL                      | 1      | 0      | -      | -      | 1        | 0        |
| 2010–11  | HNKゴリツァ                | 8      | 2.HNL                      | 2      | 0      | -      | -      | 2        | 0        |
| 総通算   | 総通算                     | 総通算 | 総通算                     | 27     | 3      | 2      | 1      | 29       | 4        |